# Жаркаинский район
Жаркаинский район (каз. Жарқайың ауданы; со второй половины XIX века на её территории (с небольшим изменением) располагалась Таракты-Ногайская волость, затем переименованная в Жаркаинскую. В тридцатые годы 20-века подверглась укрупнению в Бесобинскую, далее в Тас-Уткульскую волость. С 1930 по 1955 год — в составе Есильского района. С началом освоения целины с 1955 года по 1963 год — Баранкульский район, до 1997 года — Державинский район. В 1997 году было возвращено первоначальное название — Жаркаинский район) — административная единица Акмолинской области Казахстана. Административный центр — город Державинск.

## География
Жаркаинский район расположен в юго-западной части Акмолинской области Республики Казахстан. Граничит в юго-западной части с Костанайской областью, на севере — с Есильским районом, на востоке — с Жаксынским и Атбасарским районами.
Город Державинск расположен на берегу р. Ишим, богатый рыбными запасами. К достопримечательностям можно отнести «красную мазарку», березовую рощу, озера с. Шойындыколь, богатство флоры и фауны. «Красная мазарка» единственный оставшийся в живых архитектурный памятник в районе, интересен «премудростями» производства материалов, кирпич не хуже огнеупорного.
Территория — 12,1 тыс. км², что составляет 8,2 процента территории области. Население района на — 14730 человек, из них городское −6159 человек (41,8 %), сельское — 8571 человек (58,2 %). Плотность населения в среднем 1,2 человек на 1 км². На территории района находится 22 населенных пункта, объединённых в 5 сельских округов, 11 сел и 1 городского округа.
Природно-климатические условия.
Рельеф территории района разнообразен: большую часть занимают степи, мелкосопочники, равнинные слаборасчлененные и речные долины.
Растительность представлена степными видами разнотравья и соответственно ландшафтом, березовыми лесами.
На территории района имеются березовая роща, где размешен загородный летний лагерь «Ак кайын», живописные места на территории Шойындыкольского сельского округа.
Животный мир района отличается значительным богатством и разнообразием. Обитают такие виды животных, как косуля, сайгак, волк, лисица-корсак, заяц, барсук, сурок, суслик, хорек, еж, степной тушканчик, мышь и др. В камышовых зарослях встречаются ондатра и кабан.
Климат резко континентальный и крайне засушливый. Лето короткое, теплое, зима продолжительная, морозная, с сильными ветрами и метелями. Минимальная температура воздуха составляет свыше минус 40˚С, максимальная достигает плюс 44˚С. Среднегодовое количество атмосферных осадков составляет 265 мм. Скорость ветра — 5,3 м/сек, температура воздуха колеблется от +2,3 до 6,2 градусов, влажность составляет 70 %. Весна характеризуется заморозками, летние температуры вызывают испарение влаги, а следовательно, иссушение почвы, что существенно влияет на урожайность зерновых культур. Равнинный рельеф территории района и отсутствие лесов способствует деятельности ветров.
Полезные ископаемые.
В 1964—1968 годах на территории района были открыты запасы хромовых руд. На территории района имеются песчаные и каменистые карьеры, качественная белая глина.
Территория Жаркаинского района расположена в зоне сухих степей, где получил развитие каштановый тип почвообразования, подтип каштановых почв.
Водные ресурсы.
Сухость климата и преобладание равнинного рельефа обуславливают слабое развитие гидрографической сети. Основным водным источником района является транзитный участок реки Ишим с небольшими левобережными притоками Кен и Коке. Помимо, в пределах района протекают верховья ряд временных водотоков, имеющих сток только в период весеннего половодья (Карынсалды. Сарыозен, Мойылды, Жиланды). Реки являются типичными равнинными водотоками и лишь в местах выхода твердых коренных пород реки приобретают характер стремительных потоков (р. Ишим).
Имеются озера Барлыколь, Шоптыколь, Шункырколь, Балуанколь, Токара, Коскаколь, Айдырколь, Шункурколь, Сабынды, Жарколь, Шойындыколь, урочище Бирюктал и множество мелких озёр, питаемых исключительно талыми водами- Обалы кол, Акша кол, Алтын кол, Масалы кол.

## Население
| Численность населения Жаркаинского района | Численность населения Жаркаинского района | Численность населения Жаркаинского района | Численность населения Жаркаинского района | Численность населения Жаркаинского района | Численность населения Жаркаинского района | Численность населения Жаркаинского района |
| 1959                                      | 1970                                      | 1979                                      | 1989                                      | 1999                                      | 2004                                      | 2005                                      |
| ----------------------------------------- | ----------------------------------------- | ----------------------------------------- | ----------------------------------------- | ----------------------------------------- | ----------------------------------------- | ----------------------------------------- |
| 20 108                                    | ↗45 779                                   | ↘42 125                                   | ↗43 692                                   | ↘24 326                                   | ↘20 140                                   | ↘19 896                                   |
| 2006                                      | 2007                                      | 2008                                      | 2009                                      | 2010                                      | 2011                                      | 2012                                      |
| ↘19 810                                   | ↘19 580                                   | 19 181                                    | 15 423                                    | ↘15 304                                   | ↘15 253                                   | ↘15 089                                   |
| 2013                                      | 2014                                      | 2015                                      | 2016                                      | 2017                                      | 2018                                      | 2019                                      |
| ↘15 041                                   | ↗15 073                                   | ↘14 970                                   | ↘14 791                                   | ↘14 477                                   | ↘14 306                                   | ↘14 110                                   |
| 2020                                      | 2021                                      |                                           |                                           |                                           |                                           |                                           |
| ↘13 565                                   | ↘13 358                                   |                                           |                                           |                                           |                                           |                                           |

Урбанизация
В городских условиях проживало 43,45% населения района (2021 г.). 

### Национальный состав
Национальный состав района на начало 2021 года:
| Национальность | Численность (чел.) | Процентное соотношение |
| -------------- | ------------------ | ---------------------- |
| Казахи         | 5 991              | 44,85%                 |
| Русские        | 4 149              | 31,06%                 |
| Украинцы       | 1 150              | 8,61%                  |
| Татары         | 386                | 2,89%                  |
| Белорусы       | 298                | 2,23%                  |
| Немцы          | 239                | 1,79%                  |
| Азербайджанцы  | 147                | 1,10%                  |
| Молдаване      | 141                | 1,06%                  |
| Мордва         | 87                 | 0,65%                  |
| Башкиры        | 86                 | 0,64%                  |
| Удмурты        | 83                 | 0,62%                  |
| Поляки         | 61                 | 0,46%                  |
| Армяне         | 44                 | 0,33%                  |
| Ингуши         | 40                 | 0,30%                  |
| Корейцы        | 35                 | 0,26%                  |
| Чеченцы        | 27                 | 0,20%                  |
| Марийцы        | 18                 | 0,13%                  |
| Другие         | 376                | 2,81%                  |
| Всего          | 13 358             | 100,00%                |

### Половозрастной состав
По данным Национальной переписи населения Республики Казахстан 2009 года:
| Возраст     | Мужчины, чел. | Женщины, чел. | Общая численность, чел. | Доля от всего населения, % |
| ----------- | ------------- | ------------- | ----------------------- | -------------------------- |
| 0 — 14 лет  | 1 820         | 1 833         | 3 653                   | 23,69%                     |
| 15 — 64 лет | 5 238         | 5 205         | 10 443                  | 67,71%                     |
| от 65 лет   | 452           | 875           | 1 327                   | 8,60%                      |
| Всего       | 7 510         | 7 913         | 15 423                  | 100,00%                    |

- Мужчин — 7 510 (48,69%). Женщин — 7 913 (51,31%).

## История
Указом правительствующего Сената № 19871 от 12 мая 1859 года вместо упраздненного Кишмурунского приказа открыт Атбасарский. В него вошли 4 существовавших Баганалинских и вновь открываемые Алеке - Байдалинская, Туртугул - Козгановская, Таракты - Ногаевская волости. В 1922 году Таракты - Ногаевская и Кентюбекская волости объединены в Бесобинскую. 6 марта 1923 года Бесобинская и Жаркаинская волости укрупнены в Тас - Уткульскую. 17 января 1928 года Атбасарский уезд ликвидирован. Атбасарская и Тас - Уткульская волости образовали Атбасарский район. 26 июля 1930 года из Пролетарского и 18 аулов Атбасарского районов создан Есильский район. Он просуществовал до поднятия целинных земель в 1955 году. Баранкульский район был создан 22 октября 1955 года Указом Президиума Верховного Совета Казахской ССР путём выделения из Есильского района. В 1962 году район переименован в Державинский. Название района позаимствовано, как и целинного совхоза, от Старой Державинки. Так называлось одно из переселенческих поселении Ново-Ишимской волости Атбасарского уезда, образованной в 1909 году выходцами Екатеринославской и Таврической губернии Малороссии. Поселение было заброшено в 1932 году из-за неурожайных лет. С 25 апреля 1963 года райцентр имел статус - поселок городского типа. А с 13 августа 1966 года, с учетом гражданского населения 38 - ракетной дивизии ССС, - город Державинск. Точки запуска ракет располагались с 1964 по 1997 годы на территории Есильского, Державинского, Жанадалинского районов. Накануне открытия Тургайской области в 1969 году были переданы во вновь создаваемый Жанадалинский район совхозы: «Ростовский», «Баранкульский», «Нахимовский», им. Ленинского комсомола, им. Фурманова, им. Гагарина, им. Титова, им. 21-съезда КПСС. В 1997 году в связи с упразднением Торгайской области во второй раз Жанадалинский район вошел в состав уже Жаркаинского района. В 1997 году район был переименован в Жаркаинский.. Слово «Жаркаин» в переводе с казахского означает «береза у обрыва».

## Административное деление
Жаркаинский район как административно-территориальная единица включает в свой состав 1 город, 5 сельских округов и 11 сёл.
| № на карте | Административная единица     | Административный центр | Количество населённых пунктов | Население (2009) |
| ---------- | ---------------------------- | ---------------------- | ----------------------------- | ---------------- |
| 1e-06      | Городские поселения:         |                        |                               |                  |
| 1          | Город Державинск             | город Державинск       | 1                             | 6 309            |
| 1.000002   | Сельские поселения:          |                        |                               |                  |
| 2          | Село Бирсуат                 | село Бирсуат           | 1                             | 632              |
| 3          | Валихановский сельский округ | село Валиханово        | 2                             | 836              |
| 4          | Село Гастелло                | село Гастелло          | 1                             | 770              |
| 5          | Село Далабай                 | село Далабай           | 1                             | 365              |
| 6          | Жанадалинский сельский округ | село Тасты-Талды       | 3                             | 1 162            |
| 7          | Костычевский сельский округ  | село Костычево         | 2                             | 719              |
| 8          | Село Кумсуат                 | село Кумсуат           | 1                             | 405              |
| 9          | Село Львовское               | село Львовское         | 1                             | 371              |
| 10         | Нахимовский сельский округ   | село Нахимовка         | 2                             | 570              |
| 11         | Отрадный сельский округ      | село Отрадное          | 2                             | 740              |
| 12         | Село Пригородное             | село Пригородное       | 1                             | 715              |
| 13         | Село Пятигорское             | село Пятигорское       | 1                             | 551              |
| 14         | Село Тасоткель               | село Тасоткель         | 1                             | 344              |
| 15         | Село Тассуат                 | село Тассуат           | 1                             | 376              |
| 16         | Село Ушкарасу                | село Ушкарасу          | 1                             | 310              |
| 17         | Село Шойындыколь             | село Шойындыколь       | 1                             | 248              |

### Населённые пункты
В Жаркаинском районе 23 населённых пунктов (1 город и 22 села).
| №  | Населённый пункт | Тип   | Население (2009) | Административная единица     |
| -- | ---------------- | ----- | ---------------- | ---------------------------- |
| 1  | Баранкуль        | село  | ↘231             | Нахимовский сельский округ   |
| 2  | Бирсуат          | село  | ↘632             | Село Бирсуат                 |
| 3  | Валиханово       | село  | ↘659             | Валихановский сельский округ |
| 4  | Гастелло         | село  | ↘770             | Село Гастелло                |
| 5  | Далабай          | село  | ↘365             | Село Далабай                 |
| 6  | Державинск       | город | ↘6 309           | Город Державинск             |
| 7  | Донское          | село  | ↘237             | Костычевский сельский округ  |
| 8  | Достык           | село  | ↗177             | Валихановский сельский округ |
| 9  | Жанадала         | село  | ↘105             | Жанадалинский сельский округ |
| 10 | Зерноградское    | село  | ↘365             | Жанадалинский сельский округ |
| 11 | Кенское          | село  | ↘266             | Отрадный сельский округ      |
| 12 | Костычево        | село  | ↘478             | Костычевский сельский округ  |
| 13 | Кумсуат          | село  | ↘405             | Село Кумсуат                 |
| 14 | Львовское        | село  | ↘371             | Село Львовское               |
| 15 | Нахимовка        | село  | ↘339             | Нахимовский сельский округ   |
| 16 | Отрадное         | село  | ↘474             | Отрадный сельский округ      |
| 17 | Пригородное      | село  | ↘685             | Село Пригородное             |
| 18 | Пятигорское      | село  | ↘551             | Село Пятигорское             |
| 19 | Тасоткель        | село  | ↘344             | Село Тасоткель               |
| 20 | Тассуат          | село  | ↘376             | Село Тассуат                 |
| 21 | Тасты-Талды      | село  | ↘692             | Жанадалинский сельский округ |
| 22 | Ушкарасу         | село  | ↘310             | Село Ушкарасу                |
| 23 | Шойындыколь      | село  | ↘248             | Село Шойындыколь             |

В 1989 году в Жаркаинском районе насчитывалось — 35 населённых пунктов.

#### Упразднённые населённые пункты
- село Актобе — ликвидировано в 2005 году[8].
- село Балуанколь — ликвидировано в 2005 году[8].
- село Гагаринское — ликвидировано в 2005 году[8].
- село Кызылтал — ликвидировано в 2005 году[8].
- село Савиновка — ликвидировано в 2005 году[8].
- село Шалгай — ликвидировано в 2005 году[8].
- село Западное — ликвидировано в 2009 году[9].
- село Маяк — ликвидировано в 2009 году[9].

## Инфраструктура
Специализация экономики района.
По географическому расположению и природно-климатическим условиям Жаркаинский район стал одним из производителей в Акмолинской области по выращиванию твердых сортов пшеницы.
Специализация региона - зерновое производство, животноводство и переработка сельскохозяйственной продукции, ремонт сельскохозяйственной техники. По территории района проходит железная дорога Есиль — Аркалык.